# Mitt hjärtas förlorade slag
Mitt hjärtas förlorade slag film (franska: De battre mon cœur s'est arrêté) är en fransk dramafilm från 2005 i regi av Jacques Audiard.
Filmen är en nyinspelning av James Tobacks Paranoia från 1978

## Utmärkelser
Mitt hjärtas förlorade slag film vann åtta Césarpriser 2006, däribland priset för bästa film. Filmen vann även ett BAFTA Award för bästa film (icke-engelskspråkig) samma år.

## Rollista i urval
- Romain Duris - Tom Seyr
- Niels Arestrup - Robert Seyr, Toms far
- Emmanuelle Devos - Chris
- Jonathan Zaccaï - Fabrice
- Gilles Cohen - Sami
- Linh Dan Pham - Miao-Lin
- Aure Atika - Aline
- Anton Yakovlev - Minskov
- Mélanie Laurent - Minskovs flickvän